# Josephine af Baden
Josephine af Baden (tysk: Josephine von Baden; 21. oktober 1813 – 19. juni 1900) var en tysk prinsesse af Baden. Som ægtefælle til Karl Anton af Hohenzollern var hun fyrstinde af Hohenzollern-Sigmaringen fra 1848 til 1849, hvor Hohenzollern-Sigmaringen blev indlemmet i Kongeriget Preussen.

## Biografi
Josephine blev født den 21. oktober 1813 i Mannheim i Baden som datter af Fyrst Karl af Baden og Stéphanie de Beauharnais.
Hun blev gift den 21. oktober 1834 i Karlsruhe med Fyrst Karl Anton af Hohenzollern-Sigmaringen, der var søn af Karl af Hohenzollern-Sigmaringen og Katharina af Hohenlohe-Waldenburg-Schillingsfürst.
Da hendes svigerfader abdicerede under Novemberrevolutionen i 1848, blev hendes mand fyrste af Hohenzollern-Sigmaringen og Josephine selv blev fyrstinde. Hohhenzollern-Sigmaringen mistede imidlertid sin selvstændighed allerede året efter, da området blev indlemmet i Kongeriget Preussen i 1849.
Josephine døde den 19. juni 1900 i Sigmaringen.

### Børn
Josephine og Karl Anton fik seks børn:
1. Leopold, Fyrste af Hohenzollern (1835-1905), spansk tronprædent i 1869. Hans efterkommere var konger i Rumænien i 1914-1947.
2. Stephanie af Hohenzollern-Sigmaringen 1837-1859) , gift med Peter 5. af Portugal
3. Karl af Hohenzollern-Sigmaringen (Carol 1. af Rumænien) (1837-1914), rumænsk konge til sin død i 1914
4. Anton af Hohenzollern-Sigmaringen (1841-1866), faldt i Slaget ved Königgrätz
5. Fredrik Eugen af Hohenzollern-Sigmaringen (1843-1904) , gift med Luise af Thurn og Taxis
6. Marie af Hohenzollern-Sigmaringen (1845-1912) , gift med Philip af Flandern, deres efterkommere har været konger i Belgien siden 1909.

## Eksterne links
- Wikimedia Commons har flere filer relateret til Josephine af Baden